# ジャン・ワン
ジャン・ワン（王 健、Jian Wang、1968年 12月26日- ）は、中華人民共和国出身のチェリスト。

## 人物・来歴
1968年、中国西安生まれ。父（王樹棠）はチェリスト、母はフルート奏者である。
1972年、父の仕事に伴い上海に移住。母と別れ、父と二人で生活を始める。同時期、父からチェロの手ほどきを受けた。9歳で上海音楽学院に首席入学した。
1979年、10歳の時にアイザック・スターンに見いだされた。その結果、『中国のアイザック・スターン／毛沢東からモーツァルトへ』に出演しアメリカ留学への道を開いた。11歳の時、カミーユ・サン＝サーンスのチェロ協奏曲を上海交響楽団と共演した。
1985年、アメリカのイェール大学に入学。アルド・パリゾに学ぶ。後にジュリアード音楽院でも研鑽を積んだ。ドイツグラモフォンと中国人として初めて専属契約を結んでいる。
現在は世界中で演奏を行い、名だたるチェロコンクールの審査員を務めている。 
王立バーミンガム音楽院のチェロの国際会長、上海交響楽団の芸術委員、杭州交響楽団の芸術委員。
上海とロンドンを拠点にしている。

## 使用楽器
使用楽器は、1622年A＆H・アマティで、ソー・ウィン・ラムの遺族の篤志により貸与されたものである。

## 録音選
- "Presenting Jian Wang" (Delos Records, 1992)
- "Olivier Messiaen:  Quartet for the End of Time" with Gil Shaham, Paul Meyer and Myung-whun Chung  (Deutsche Grammophon, 2001)
- "The Baroque Album" (Deutsche Grammophon, 2003)
- "JS Bach:  The unaccompanied Cello Suites" (Deutsche Grammophon, 2005)
- "Reverie" with the guitarist Göran Söllscher (Deutsche Grammophon, 2007)